# Joseph-Marie Henry
Pour les articles homonymes, voir Abbé Henry et Henry.
Joseph-Marie Henry (Courmayeur, 10 mars 1870 - Valpelline, 26 novembre 1947) est un curé, un historien, un botaniste et un alpiniste italien. Il est connu couramment comme l'abbé Henry.

## Biographie

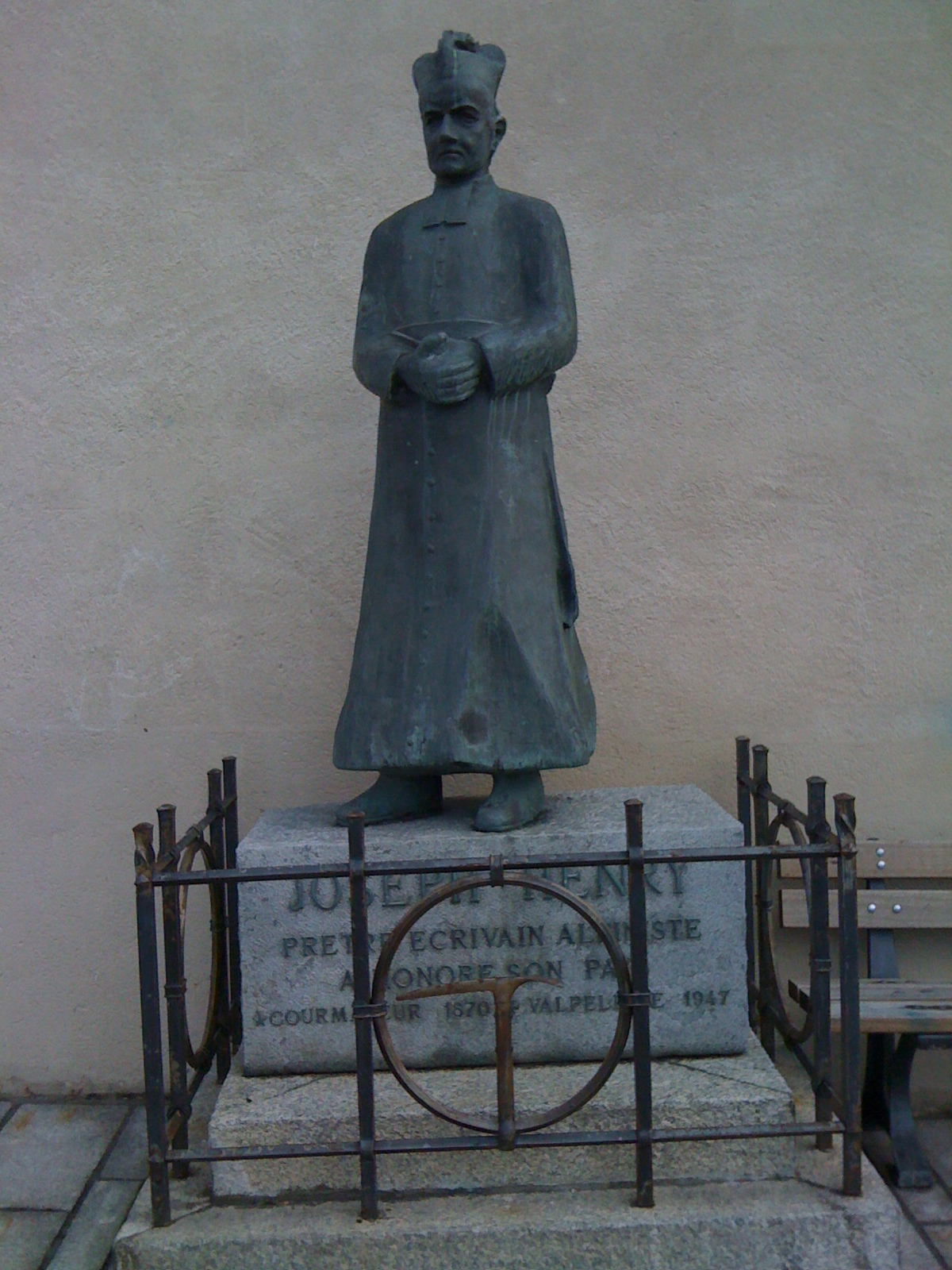
Statue de l'abbé Henry sur la place du même nom à Courmayeur

Joseph-Marie Henry naît à Courmayeur le 10 mars 1870. Il est l'un des derniers curés valdôtains à s'intéresser à l'alpinisme, à la botanique et aux sciences naturelles.
Il est d'abord vicaire de paroisse à Cogne, et il collabore avec l'abbé Pierre Chanoux à la création du jardin alpin Chanousia, au col du Petit-Saint-Bernard.
Il réalise bénévolement, à l'aide d'une souscription publique, un autre jardin botanique à Courmayeur, situé en localité Plan-Gorret et dénommé Parc de l'abbé Henry.
Il faillit célébrer une messe sur le sommet du Mont-Blanc le 11 août 1893. À contrecœur, il doit s'arrêter à la cabane Vallot, la messe est célébrée par son ami et confrère Jean-Anselme Bonin, assisté par l'abbé Paul Perruchon, vicaire de Courmayeur.
Il devient ensuite curé de la paroisse de Valpelline. Il étudie cette vallée et effectue de nombreuses ascensions sur les sommets environnants en dénommant plusieurs d'entre eux.
Il collabore activement avec la Société de la flore valdôtaine, dont il est président de 1901 à 1941.
En 1929, il écrit son œuvre la plus connue, L'Histoire populaire religieuse et civile de la Vallée d'Aoste.
Il meurt en 1947, âgé de 77 ans, alors qu'il est en train de soigner son jardin près de ses ruches.

## Hommages
Dans sa commune natale, Courmayeur, une statue réalisé par le sculpteur saint-martinois Christian Nicoletta sur la place de l'église, ainsi que la place elle-même, lui ont été dédiées.

Toujours à Courmayeur se situe le Parc de l'abbé Henry, au lieu-dit Plan-Gorret.
Les communes de Valpelline et d'Ollomont lui ont dédié leur bibliothèque communale.

## Œuvres principales
- Valpelline et sa vallée (1913)
- Guide du Valpelline (1925)
- Histoire populaire, religieuse et civile de la Vallée d'Aoste (1929), réédition en 1967.
- Cagliostro : l'âne qui escalada le Grand-Paradis (1931)
- Le femalle a lavé bouiya (= Les femmes au lavoir) (1933), pièce de théâtre
- Reconnaissances et inféodation dans le Valpelline (seigneurie de Quart) en 1500 (1938)